# 侯二河
侯二河（1954年—），河北武安人，汉族，中华人民共和国政治人物、第十一届全国人民代表大会河北地区代表。
毕业于武安市淑村镇中学。加入中共，担任河北省武安市淑村镇白沙村党支部书记。2008年起担任全国人大代表。2018年2月24日，当选为第十三届全国人大代表。